# Vetreria di Gaeta

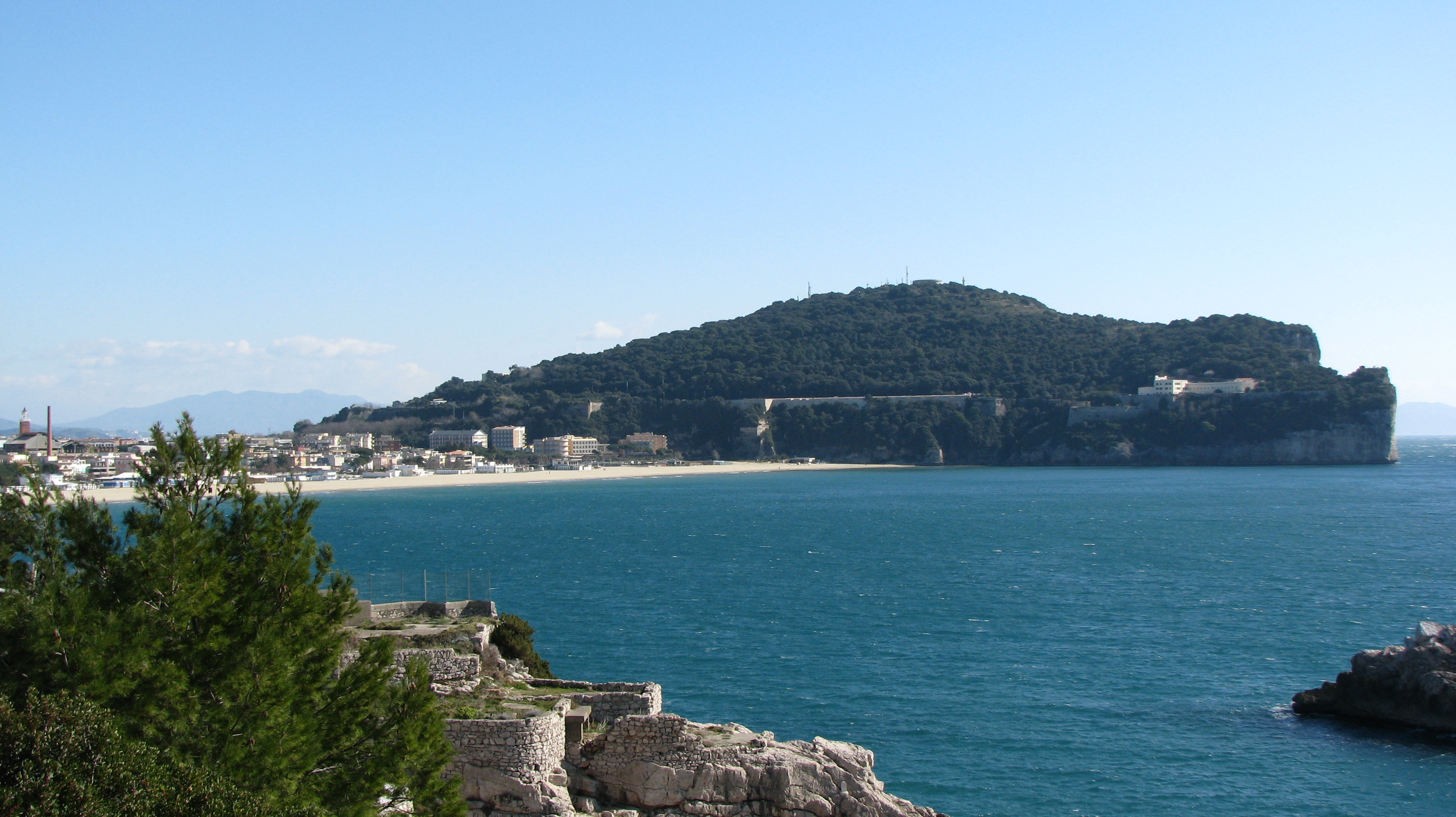
Panorama di Gaeta. Sulla sinistra, la ciminiera della vetreria.

La AVIR era un'azienda italiana operante nel settore della lavorazione del vetro. Nella sua sede di Gaeta, produsse bottiglie a partire dal 1911. Chiuse nel 1981.

## Storia
Venne costruita nel 1909 ed iniziò la produzione nel 1911, sotto la gestione della AVIR (Aziende Vetrarie Industriali Ricciardi). Venne posizionata in un punto molto strategico: fra il centro della città e la spiaggia di Serapo, da cui veniva importata la sabbia a basso costo. Durante la Prima Guerra Mondiale soffrì la carenza di carbone ma riprese la produzione nel 1926. Anche la Seconda Guerra mondiale determinò uno stop alla produzione, a causa dei bombardamenti di Gaeta da parte degli Alleati, a cui seguì una ricostruzione, conclusa nel 1947. Verso il 1979 la produzione andò calando, fino ad interrompersi definitivamente nel 1981. Durante il suo periodo di attività divenne anche un polo culturale e sociale della città, infatti i vetrai promuovevano iniziative culturali e circoli ricreativi. Sin dalla sua chiusura, la vetreria non venne mai ristrutturata né demolita, ma nel 2014 divenne proprietà del Comune di Gaeta.

## Il progetto comunale
Nel settembre del 2019 è stato approvato dal Comune di Gaeta un progetto per la conversione della vetreria in uno spazio polifunzionale, con un auditorium, un ostello giovanile, parcheggi interrati, zone verdi ed un museo dedicato ai Mastri Vetrai che lavorarono nella vetreria.